# Faris Pinjo
Faris Pinjo (Visoko, BiH, 1996.) bosanskohercegovački je glumac i pjevač.
Rodom je iz Visokog u Bosni i Hercegovini. Diplomirao je na Akademiji scenskih umjetnosti u Sarajevu. Pojavio se 2015. godine u showu X Factor Adria. Mentor Tonči Huljić tada ga je svrstao u grupu »9 Control«, s kojom je došao do superfinala.
Faris je ostvario glumačke uloge u kazališnim predstavama "25th Annual of Putnam County Spelling Bee" i "Skidanje", a gledatelji su ga mogli vidjeti u seriji "Konak kod Hilmije" kao i u kratkim filmovima "Tica" i "Pokoravanje". Kao pjevač nastupio je Splitskom festivalu s pjesmom "Za nju" 2023. godine. Također je nastupao prije slavnog Robbieja Williamsa u Beogradu, a Dražen Žerić pozvao ga je da mu gostuje na obljetničkom koncertu kojim su slavili 35 godina sarajevske grupe "Crvena jabuka".
Sudjeluje u osmoj sezoni showa „Tvoje lice zvuči poznato”.
Bio je u braku s hrvatskom glumicom Tarom Thaller, koju je upoznao za vrijeme studija u Sarajevu, no razveli su se 2023. godine. Godine 2025. oženio je Aminu Kajtaz.

## Filmografija

### Filmske uloge
- "Nisam takva"  kao dečko u restoranu
- "Tica" (kratki film) kao dečko na klupi (2019.)
- "Pokoravanje" (kratki film) kao Arap (2016.)

### Televizijske uloge
- "Balkanika 2" kao Zaim
- "Konak kod Hilmije" kao Rade Končar (2018.)

## Vanjske poveznice
- Faris Pinjo u internetskoj bazi filmova IMDb-u (engl.)